# Magland
Magland este o comună în departamentul Haute-Savoie din sud-estul Franței. În 2009 avea o populație de 3.086 de locuitori.

## Evoluția populației
| An        | 1975  | 1982  | 1990  | 1999  | 2006  | 2009  |
| --------- | ----- | ----- | ----- | ----- | ----- | ----- |
| Populație | 2.232 | 2.630 | 2.861 | 2.801 | 2.896 | 3.086 |